# La Crucifixion blanche
La Crucifixion blanche és un quadre realitzat pel pintor francès Marc Chagall l'any 1938. Aquest oli sobre tela representa Crist a la creu envoltat d'escenes que evoquen les persecucions dels jueus a Europa. Es conserva a l'Institut d'Art de Chicago.
La pintura emfatitza el sofriment de Jesús i del poble jueu. En els costats es produeixen actes violents contra els jueus, com la crema d'una sinagoga. I en el centre, Jesús és crucificat portant una capa d'oració com símbol de què és jueu. La crucifixió, sovint vista pel poble jueu com un símbol d'opressió, es fa servir per representar el seu sofriment.
Moltes de les pintures de Chagall podrien descriure's com animades, romàntiques, humorístiques, imaginatives, i plenes de colors brillants, però la Crucifixió Blanca està àmpliament drenada de color. Chagall la va pintar el 1938 mentre vivia a París, en resposta als terribles esdeveniments de la Nit dels vidres trencats, un pogrom antijueu del ministre de propaganda Joseph Goebbels en l'Alemanya nazi (incloent-hi Àustria i Sudets) del 9 al 10 de novembre de 1938.
Es mostra una figura verda que porta un feix creuant el primer pla. Aquesta figura, que apareix en diverses de les obres de Chagall, ha estat interpretada com un errant jueu de la tradició ídix o el profeta Elies.
Chagall va fer dos canvis en l'obra, una esvàstica en el braçalet del soldat cremant la sinagoga va ser sobrepintada, així com les paraules "Ich bin Jude" en una pancarta al voltant del coll d'un home.
També hi ha una bandera lituana en la part superior dreta de la pintura. Chagall era de Vitebsk, una ciutat que estava en l'Imperi rus abans de la Primera Guerra Mundial i des de 1918 ha estat a Belarús. Com era jueu del territori que temps enrere va estar en el Gran Ducat de Lituània, el seu rerefons cultural era el d'un Litvaks. Tanmateix, mai va viure en l'estat modern de Lituània, que es va establir el febrer de 1918 i unes setmanes després va adoptar la bandera mostrada en la pintura. Això no obstant, va observar l'augment de l'antisemitisme a la Lituània de les zones urbanes. En la part superior esquerra de la pintura estan les banderes vermelles del comunisme, que era militarment antireligiós i es va oposar a l'ús de l'hebreu per qualsevol propòsit.
El papa Francesc, un aliat i amic del poble jueu, considera el quadre com el seu favorit.